# Pustułka plamista
Pustułka plamista (Falco moluccensis) – gatunek średniej wielkości ptaka z rodziny sokołowatych (Falconidae), zamieszkujący Indonezję.

## Systematyka
Wyróżniono dwa podgatunki F. moluccensis:
- F. moluccensis moluccensis – północne i południowe Moluki.
- F. moluccensis microbalius – Jawa do Małych Wysp Sundajskich, Celebesu i Wysp Tanimbar.

## Występowanie i środowisko
Gatunek występuje na wyspach wschodniej i południowej Indonezji. Zamieszkuje tamtejsze łąki z rzadko rosnącymi drzewami, widne uprawy leśne i skraje pierwotnych i wtórnych kompleksów leśnych. Pustułki plamiste obecne są wzdłuż dróg, które biegną przez lasy, wyjątkowo może zapuszczać się bardziej w głąb lasów, a czasem zasiedla poręby lub polany wewnątrz zbiorowisk leśnych. Znany jest również z obecności na terenach zamieszkałych przez człowieka.

## Pożywienie
Głównym pożywieniem pustułki plamistej są małe ssaki, ptaki, jaszczurki i owady.

## Zachowanie
Pustułkę plamistą widuje się pojedynczo lub w parach, rzadziej w małych grupach liczących 5–6 ptaków. Przesiaduje na martwych drzewach i słupach telefonicznych. Tam też gniazduje. W Indonezji gniazda znajdowano na szczytach palm lub na dachu ze strzechy. Przeloty odbywają się w porze suchej przypadającej na czerwiec i lipiec, a kojarzenie się w pary odbywa się na początku pory deszczowej, a zatem od grudnia do stycznia.

## Status
Międzynarodowa Unia Ochrony Przyrody (IUCN) uznaje pustułkę plamistą za gatunek najmniejszej troski (LC – least concern) nieprzerwanie od 1988 roku. Trend liczebności populacji uznaje się za wzrostowy.